# Ruta de Illinois 61
La Ruta de Illinois 61, y abreviada IL 61 (en inglés: Illinois Route 61) es una carretera estatal estadounidense ubicada en el estado de Illinois. La carretera inicia en el sur desde la IL 96  , GRR 1   en Ursa hacia el norte en la US 136     en Tennessee. La carretera tiene una longitud de 72 km (44.77 mi).

## Mantenimiento
Al igual que las autopistas interestatales, y las rutas federales y el resto de carreteras estatales, la Ruta de Illinois 61 es administrada y mantenida por el Departamento de Transporte de Illinois por sus siglas en inglés IDOT.